# Constitución española de 1837
La Constitución española de 1837 se promulgó en España durante la regencia de María Cristina de Borbón. Fue una iniciativa del Partido Progresista para aprobar una constitución de consenso con el Partido Moderado que permitiera la alternancia de los dos partidos liberales sin que cada vez que cambiara el gobierno hubiera que cambiar la Constitución. Estuvo vigente hasta 1845, cuando el Partido Moderado impuso su propia Constitución.

## Historia
Los liberales progresistas se oponían al régimen de carta otorgada del Estatuto Real de la regente María Cristina de Borbón porque no reconocía el principio de la soberanía nacional, por lo que defendían la restauración de la Constitución de 1812 pero, como los antiguos «exaltados» del Trienio Liberal Joaquín María López o Fermín Caballero, proponían su reforma porque consideraban que era reglamentista y que establecía una rígida separación de poderes.
En agosto de 1836 el motín de La Granja de San Ildefonso –liderado por Higinio García Muñoz– obligó a la regente María Cristina a restablecer la Constitución de 1812 y a nombrar un gobierno progresista presidido por José María Calatrava –aunque con Juan Álvarez Mendizábal como «hombre fuerte» ocupando el Ministerio de Hacienda– que convocó elecciones a Cortes Constituyentes para reformar el texto constitucional de Cádiz. La intención de los líderes progresistas –entre los que, además de Calatrava y Mendizábal, se encontraban Agustín de Argüelles Álvarez, Vicente Sancho y Salustiano Olózaga– era que la Constitución fuera de consenso con los moderados para que les permitiera alternarse en el poder sin necesidad de modificarla cada vez que hubiera un cambio de gobierno.

## Características

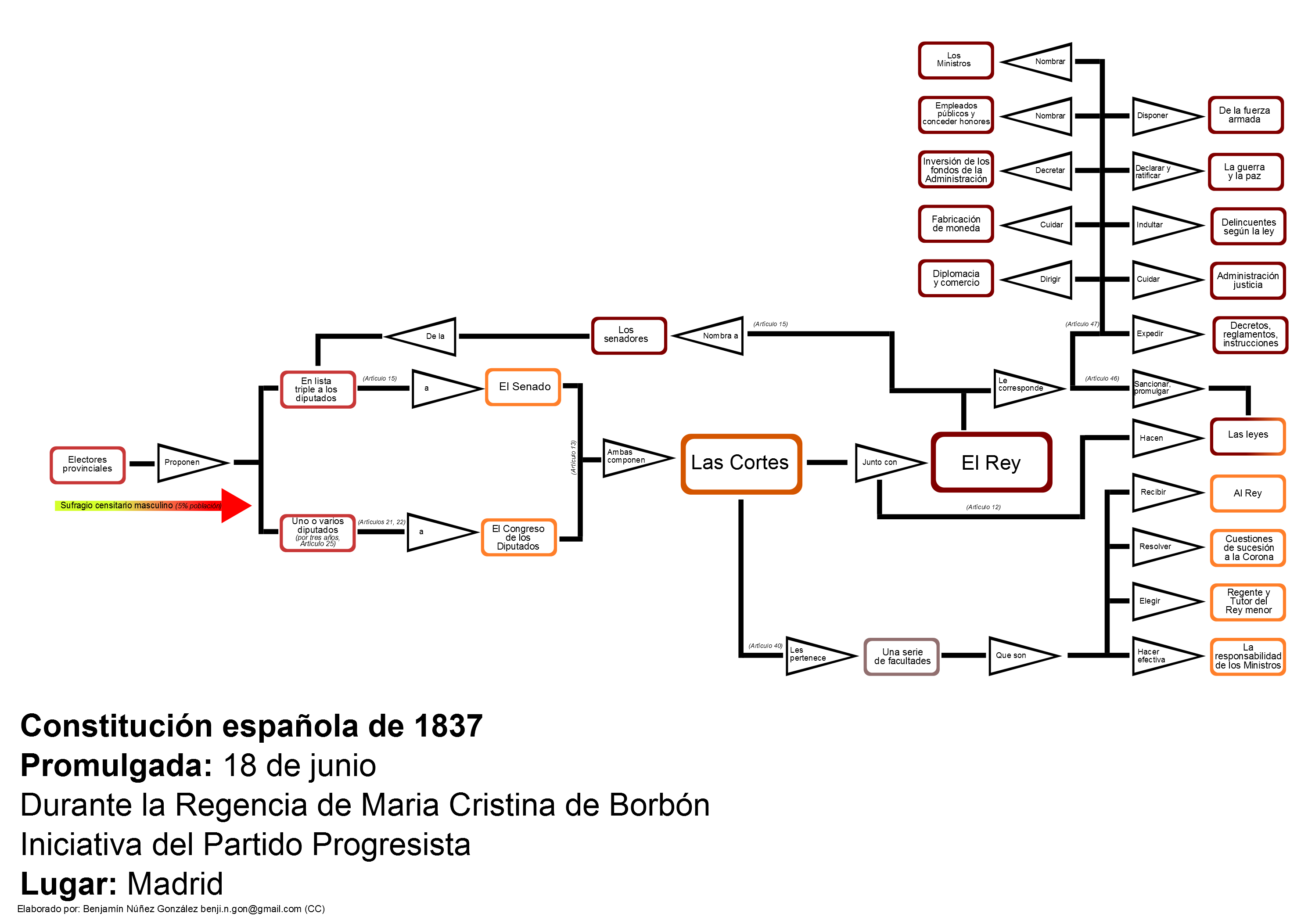
Esquema de la Constitución española de 1837.

Los progresistas hicieron concesiones importantes a los moderados a pesar de poseer la mayoría en las Cortes: renunciar a que el principio de la soberanía nacional –la principal diferencia entre progresistas y moderados, ya que estos últimos defendían la «soberanía compartida» entre la Corona y las Cortes– apareciera en el preámbulo pero no en el articulado; aceptar que la Corona además de detentar el poder ejecutivo tuviera derecho de veto sobre las leyes aprobadas por las Cortes y la facultad de disolverlas y convocar nuevas elecciones; abandonar la unicameralidad de la Constitución de 1812 estableciendo un Senado nombrado por el rey entre una  terna designada por los electores de cada provincia –según Jorge Vilches, el objetivo [del Senado] era, además de «aliviar la rígida separación de poderes que caracterizó a la Constitución de 1812», «dar mayor participación a los intereses conservadores de la sociedad y a la Corona, consiguiendo así la integración política de los elementos persistentes del Antiguo Régimen en el Estado constitucional»–; sacar del articulado el sistema electoral, por lo que moderados y progresistas podrían ampliar o reducir el sufragio censitario que ambos partidos compartían, y también el régimen municipal, aunque los progresistas pusieron en la Constitución que la elección de los alcaldes debían ser popular. Sin embargo, los progresistas se acogieron a la mayoría que detentaban en la Cámara para que la Constitución recogiera los derechos individuales y sus garantías, la Milicia Nacional y el jurado para los «delitos de imprenta», tres cuestiones que los moderados rechazaban. «De este modo, la Constitución de 1837 fue, por su capacidad integradora de actores políticos e ideas, la legalidad común que podía unir a los liberales».
Entre los derechos se recogía la libertad de prensa sin previa censura, pero no fue aplicada ya que una ley posterior –de octubre de 1838– imponía la práctica del «depósito previo», según la cual los editores debían entregar una copia de cada escrito en la oficina del gobernador civil antes de su publicación para su previa revisión.
La ley electoral que se aplicó tras la aprobación de la Constitución se basaba en un sufragio censitario muy restrictivo, ya que solo podían votar los españoles que pagaran impuestos a Hacienda por valor de 200 reales, lo que dejaba el censo electoral en el 5% de la población española.
Uno de los hechos más importantes que dejó esta constitución es que implantó definitivamente en el país el régimen constitucional estableciendo un sistema parlamentario similar al francés o belga de la época.